# Machimus painteri
Machimus painteri là một loài ruồi trong họ Asilidae. Machimus painteri được Martin miêu tả năm 1975. Loài này phân bố ở vùng Tân nhiệt đới.